# كأس العالم للرجبي للسيدات 2010
كأس العالم للرجبي للسيدات 2010 (بالإنجليزية: 2010 Women's Rugby World Cup)‏ هو الموسم 6 من  كأس العالم للرجبي للسيدات. أقيم خلال الفترة 20 أغسطس 2010، وحتى 5 سبتمبر 2010، وبمشاركة  12 فريقاً، وفاز فيه منتخب نيوزيلندا الوطني لاتحاد الرغبي للسيدات.